# Communauté de communes des Deux Vallées du Canton de Fismes
La communauté de communes des Deux Vallées du Canton de Fismes est une ancienne  communauté de communes française, située dans le département de la Marne et la région Champagne-Ardenne.
Elle a été supprimée le 1er janvier 2014, et intégrée dans la nouvelle communauté de communes Fismes Ardre et Vesle.

## Historique
La communauté a été créée par un arrêté préfectoral du 23 décembre 1997.
Conformément aux prévisions du schéma départemental de coopération intercommunale (SDCI) de la Marne du 15 décembre 2011, les anciennes communautés de communes CC des Deux Vallées du Canton de Fismes (9 communes) et  CC Ardre et Vesle (11 communes) ont fusionné par arrêté préfectoral du 23 mai 2013, afin de former  à compter du 1er janvier 2014 la nouvelle communauté de communes Fismes Ardre et Vesle.

## Territoire communautaire

### Composition
La communauté de communes était composée de 9 communes, dont la principale est Fismes :
- Arcis-le-Ponsart
- Courville
- Crugny
- Fismes
- Jonchery-sur-Vesle
- Mont-sur-Courville
- Pévy
- Saint-Gilles
- Ventelay

## Politique et administration

### Siège
La communauté de communes avait son siège en mairie de  Fismes, Place de l'Hôtel-de-Ville.

### Élus
La communauté de communes était administrée par un conseil communautaire constitué de représentants de chaque commune, élus en leur sein par les conseils municipaux, à raison de la population des communes membre : 
- jusqu'à 500 habitants : 3 délégués
- de 501 à 1000 habitants :  4 délégués
- de 1001 à 3500 habitants : 6 délégués
- plus de 3500 habitants : 9 délégués[4].

### Liste des présidents
| Période                                  | Période       | Identité      | Étiquette | Qualité                                                                             |
| ---------------------------------------- | ------------- | ------------- | --------- | ----------------------------------------------------------------------------------- |
| Les données manquantes sont à compléter. |               |               |           |                                                                                     |
| ?                                        | décembre 2013 | Evelyne Velly |           | Maire de Saint-Gilles (2008 → ) Présidente de la CC Fismes Ardre et Vesle (2014 → ) |

### Régime fiscal et budget
La communauté de communes perçoit une fiscalité additionnelle aux impôts locaux des communes, avec FPZ (fiscalité professionnelle de zone) et sans FPE (fiscalité professionnelle sur les éoliennes).

## Compétences
Nombre total de compétences exercées en 2013 : 20.
L'intercommunalité exerçait les compétences qui lui avaient été transférées par les communes membres, conformément aux dispositions légales.